# Orpheum Theatre
Orpheum Theatre heißen die Theater in den Vereinigten Staaten und Kanada, die ab 1919 von dem Betreiber Orpheum Circuit und ab 1928 von seinem Nachfolger Keith-Albee-Orpheum bespielt wurden. Ähnlich wie die Shubert Theatres war dies eine weit verzweigte Kette von Theatern. Sie widmeten sich hauptsächlich dem amerikanischen Vaudeville. Oft handelt es sich um Bauwerke, die zu Beginn der Tonfilmzeit zu Kinos umgebaut wurden oder eine Zeit lang Mischungen zwischen Film- und Theaterprogrammen zeigten. Viele Artisten wie Charlie Chaplin stellten sich zwischen etwa 1915 und 1925 von ihren Theaterauftritten auf die Filmproduktion um.
Der Betrieb verband sich mit der Radio Corporation of America, als die Theater zur Vorführung von Tonfilmen mit einer Tonanlage ausgerüstet werden mussten, zur Filmproduktionsfirma Radio-Keith-Orpheum Pictures (RKO Pictures). Wie die anderen amerikanischen Filmproduktionsfirmen musste sich RKO in Folge des Hollywood Antitrust Case von 1948 von seinen Theatern trennen. Mittlerweile sind noch etwa 15 Theater dieses Namens in Betrieb. Einige der Baulichkeiten sind denkmalgeschützt.

## Beispiele
- Orpheum Theatre (Champaign, Illinois), auch New Orpheum, in Champaign, Illinois, Vereinigte Staaten
- Orpheum Theatre (Los Angeles), am Broadway, Los Angeles, Kalifornien, Vereinigte Staaten
- Orpheum Theater (New Orleans), in New Orleans, Louisiana, Vereinigte Staaten
- Orpheum Theatre (Sioux City), auch New Orpheum oder Orpheum Electric, in Sioux City, Iowa, Vereinigte Staaten
- Orpheum Theatre (Vancouver), in Vancouver, British Columbia, Kanada